# Morten Kvist
Morten Kvist (født 1955 i Varde) er en dansk valgmenighedspræst og samfundsdebattør.
Kvist blev teologisk kandidat i 1984 fra Københavns Universitet. Han blev herefter præst ved Ryslinge Frimenighed frem til 1993.
Mellem 1993 og 1998 var Kvist forstander på Askov Højskole, hvorefter han blev ansat som præst i Herning og Gjellerup Valgmenigheder.
Fra 2003 til 2010 var han medlem af Det Etiske Råd.
Kvist var også engageret i det senere nedlagte Islamkritisk Netværk i Folkekirken.
Morten Kvist har bidraget med adskillige artikler til Kristeligt Dagblad og tilhørende websites.
I artiklerne har han berørt emner så som bøn
og skole-kirke-forholdet.
I 2018 blev han af kirkeminister Mette Bock valgt til at stå for prædiken i Christiansborg Slotskirke ved åbningen af Folketinget.
Flere politikere anså valget som kontroversielt med baggrund i Kvists holdninger omkring homoseksuelle, og et citat fra 2008 i Politiken blev fremdraget, hvor han i en kommentar i forbindelse med godkendelsen af homoseksuelle par som plejefamilier blev citeret for bl.a. at sige "Hvad med de pædofile – har de også rettigheder? De pædofile har et stærkt behov for at være sammen med børn, skal de så have lov til det?".
I protest valgte SF's folketingsmedlemmer af boykotte Folketingets gudstjeneste.
Åbningsprædikens tema var centreret omkring nåden og Kvist lod lignelsen om den fortabte søn eksemplificere begrebet. Kvist klagede efterfølgende i en kronik i Kristeligt Dagblad over mediebehandlingen, som han fandt unuanceret, og fik medhold af rektor på Journalisthøjskolen Jens Otto Kjær Hansen i, at behandlingen i medierne havde været unuanceret og bevidst udeladt citater, som ville stille sagen i et mere nuanceret lys.